# 鱒見進一
鱒見 進一（ますみ しんいち 、1956年10月3日 - ）は、日本の歯科医師、歯学者、九州歯科大学歯学部歯学科口腔機能学講座顎口腔欠損再構築学分野教授。元日本顎関節学会理事長，元日本磁気歯科学会理事長、元日本顎顔面補綴学会理事長。

## 経歴
福岡県立修猷館高等学校を経て、1981年九州歯科大学卒業、1985年同大学院修了。同年，同大学助手、1988年東京医科歯科大学歯科補綴学第1講座研修，1992年文部省在外研究員としてUCLA Dental Research Instituteに留学，1993年九州歯科大学講師，2001年同大学助教授を経て2003年より教授に就任。2008年公立大学法人九州歯科大学理事，九州歯科大学附属病院長（2010年3月まで），2010年大学院研究科長（2012年3月まで），2012年副学長（2018年3月まで），2013年附属図書館長併任（2016年3月まで），2018年口腔機能学講座長（2020年3月まで），2022年3月九州歯科大学定年退職，2022年4月九州歯科大学名誉教授。

## 著作
- 栢豪洋、升井一朗、石川隆義、玄景華、小菅直樹、雫石聰、濵元一美、本間和代、鱒見進一 編『すぐひける、現場で役立つ歯科衛生士のためのポケット版最新歯科用語辞典』クインテッセンス出版、2016年12月。ISBN 978-4-7812-0531-1。 NCID BB22626855。
- 鱒見進一 他 著、田中貴信 編『新・磁性アタッチメント 磁石を利用した最新の補綴治療』医歯薬出版、2016年10月。ISBN 978-4-263-44481-8。 NCID BB22262318。
- 鱒見進一 他 著、日本口腔顔面痛学会 編『口腔顔面痛の診断と治療ガイドブック』（第2版）医歯薬出版、2016年9月。ISBN 978-4-263-44478-8。 NCID BB22137316。
- 鱒見進一 他 著、市川, 哲雄、大川, 周治; 平井, 敏博 ほか 編『無歯顎補綴治療学』（第3版）医歯薬出版、2016年2月。ISBN 978-4-263-45792-4。 NCID BB20517305。
- 鱒見進一 他 著、村田比呂司、馬場一美 編『なぜ壊れ，どう直すのか Denture Repair 部分床義歯・全部床義歯・インプラントオーバーデンチャー』医歯薬出版〈隔月刊「補綴臨床」別冊〉、2015年5月。 NCID BB18782256。
- 鱒見, 進一、大久保, 力、皆木, 省吾 ほか 編『総義歯治療失敗回避のためのポイント45 : なぜ合わないのか、なぜ噛めないのか』クインテッセンス出版、2014年9月。ISBN 978-4-7812-0388-1。 NCID BB16784308。
- 鱒見進一 他 著、日本口腔顔面痛学会 編『口腔顔面痛の診断と治療ガイドブック』医歯薬出版、2013年7月。ISBN 978-4-263-44396-5。 NCID BB13039790。
- 鱒見進一 他 著、五十嵐順正、石上友彦、大久保力廣、岡崎定司、馬場一美、横山敦郎 編『パーシャルデンチャーテクニック』（第5版）医歯薬出版、2012年11月。ISBN 978-4-263-45660-6。 NCID BB10509945。
- 鱒見進一 他 著、細井紀雄、平井敏博、長岡英一、赤川安正、鈴木哲也、大川周治 編『コンプリートデンチャーテクニック』（第6版）医歯薬出版、2011年7月。ISBN 978-4-263-45646-0。 NCID BB06287759。
- 鱒見進一 他 著、村田比呂司、土屋賢司 編『クラウンブリッジ・インプラント・デンチャー 補綴臨床のトラブルシューティング』医歯薬出版〈隔月刊「補綴臨床」別冊〉、2011年5月。 NCID BB0581311X。
- 鱒見進一、皆木省吾 編『顎関節症治療のためのスプリントのつくり方・つかい方 : 写真でマスターする』ヒョーロン・パブリッシャーズ、2011年2月。ISBN 9784864320009。 NCID BB04781539。
- 鱒見進一 他 著、細井, 紀雄、平井, 敏博; 大川, 周治 ほか 編『無歯顎補綴治療学』（第2版）医歯薬出版、2009年2月。ISBN 978-4-263-45625-5。 NCID BA88788588。
- 鱒見進一 他 著、野首, 孝祠、井上, 宏; 細井, 紀雄 ほか 編『パーシャルデンチャーテクニック』（第4版）医歯薬出版、2006年9月。ISBN 978-4-263-45601-9。 NCID BA78511486。
- 執筆代表　河野文昭、鱒見進一、皆木省吾 著、市川哲雄 編『入門 無歯顎補綴治療』医歯薬出版〈補綴臨床Practice Selection〉、2006年7月。ISBN 978-4-263-46404-5。 NCID BA7879135X。
- 鱒見進一 他 著、細井, 紀雄、早川, 巖; 平井, 敏博 ほか 編『コンプリートデンチャーテクニック』（第5版）医歯薬出版、2005年4月。ISBN 978-4-263-45580-7。 NCID BA71909983。
- 鱒見進一『顎関節症の診かた, 治しかた』医学情報社、2002年3月。ISBN 4900807664。 NCID BA58330900。
- The American Academy of Orofacial Pain『Orofacial pain : 口腔顎顔面痛の最新ガイドライン : 米国AAOP学会による評価,診断,管理の指針』監訳 藤井弘之、杉崎正志 共訳 鱒見進一 他、クインテッセンス出版、1997年。ISBN 4874175600。 NCID BA32642577。
- 豊田静夫、鱒見進一『11 オルタードキャストテクニック』口腔保健協会〈デンタルテクニックス〉、1996年8月。ISBN 489605122X。 NCID BN15250878。
- 鱒見進一 他 著、平沼, 謙二、奥野, 善彦; 細井, 紀雄 ほか 編『3 欠損歯列･無歯顎の診断と治療』監修 石川達也、内田安信、稗田豊治、医歯薬出版〈アドバンスシリーズ〉、1995年10月。ISBN 978-4-263-45163-2。 NCID BN13549441。
- 鱒見進一 他 著、岡達、藍稔 編『顎関節症　治療のポイント50』医歯薬出版〈月刊「歯界展望」別冊〉、1990年8月。 NCID BN09925787。

## 所属団体
- 日本歯科医学会
- 日本補綴歯科学会 名誉会員，指導医，補綴歯科専門医
- 日本顎関節学会 名誉会員，終身指導医
- 日本顎口腔機能学会 名誉会員
- 日本顎顔面補綴学会 名誉会員，元理事長，終身認定医
- 日本磁気歯科学会 名誉会員，元理事長
- 日本睡眠歯科学会　監事，評議員，雑誌編集委員会委員，指導医，認定医
- 九州歯科学会　名誉会員，元会長 [5]，
- 日本咀嚼学会[4]　名誉会員，名誉健康咀嚼指導士
- 北九州医工学術者協会 名誉会員[6]　顧問
- International College of Prosthodontist　Life member